# Notomicrus sharpi
Notomicrus sharpi is een keversoort uit de familie diksprietwaterkevers (Noteridae). De wetenschappelijke naam van de soort werd in 1939 gepubliceerd door John Balfour-Browne.